# Dendromus messorius
Dendromus messorius је врста глодара (Rodentia) из породице Nesomyidae.

## Распрострањење
Ареал врсте је ограничен на мањи број држава. 
Врста има станиште у Камеруну, ДР Конгу, Тогу и Бенину.

## Угроженост
Ова врста је наведена као последња брига, јер има широко распрострањење и честа је врста.